# Antiga presó de Montblanc
L'Antiga presó de Montblanc és una obra del municipi de Montblanc (Conca de Barberà) protegida com a bé cultural d'interès local.

## Descripció
La Presó Nova és l'antiga presó de Montblanc. És un edifici imponent d'estil neoclàssic. Té 6 finestrals a la planta baixa amb la part superior arrodonida i 7 finestrals quadrangulars a la planta superior. Al mig de la façana principal està situada la portalada d'entrada adovellada amb un arc de mig punt. Com a element a destacar del conjunt de la façana, mereix menció l'element escultòric que corona la part central de la façana on s'observa l'escut de Castella i Lleó, el feix romà a la dreta, una mena de pal amb una serp enroscada a l'esquerra, a sota la inscripció "LEY CODI- GO" i a sota de tot podem observar elements vegetals.

## Història
A mitjans del Segle XIX, per ordre del govern estatal del moment, es va iniciar la construcció de les presons del Partit Judicial de Montblanc, ampliant el llistat de reformes urbanístiques. Aquestes presons, segons el projecte del 1876, s'ubicarien al pati que havia estat hort de la Plebania, prop de les antigues presons que eren interines després que el palau del Castlà passés a ser propietat privada. El nou edifici constava, entre d'altres dependències, de set amplis calabossos que tenien una capacitat per a dotze presos cadascun, que s'obrien a un pati central. Va deixar de funcionar oficialment com a presó del Partit Judicial el 1976. Actualment és seu del Museu d'Art Frederic Marès, del Museu d'Història Natural de la Conca de Barberà, el Centre d'Història Natural de la Conca de Barberà, el Centre d'Estudis i Recursos Ambientals del Migjorn de Catalunya i el Centre d'Interpretació de l'Art Rupestre.